# Charles Joseph de Ligne

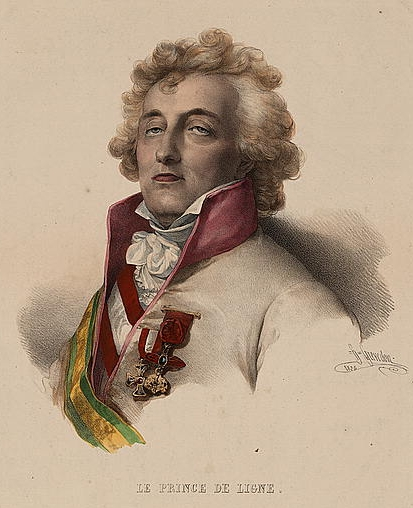
Charles Joseph de Ligne.

Charles Joseph de Ligne, född 23 maj 1735, död 12 december 1814, var en österrikisk militär och författare.
Ligne tillhörde en gammal belgisk adelsätt som 1601 erhållit riksfurstlig värdighet. 1752 gick han i österrikisk tjänst, deltog med utmärkelse i Sjuårskriget och Bayerska tronföljdskriget och blev slutligen 1808 fältmarskalk. Under en diplomatisk beskickning till Sankt Petersburg 1786 vann han kejsarinnan Katarina II:s ynnest och stod sedan med henne i livlig brevförbindelse, själv en synnerligen typisk, spirituell och mångkunnig representant för 1700-talets kulturella kosmopolitism. Sina Mélanges militaires, littéraires et sentimentaires utgav han 1795-1811 i 34 band. Hans Oeuvres posthumes utkom i 6 band 1817. I samband med hundraårsminnet av hans död utkom hans Ouvres i 6 band (1914) och 1919 hans Oeuvres posthumes i 2 band.